# Nazna
Nazna – wieś w Rumunii, w okręgu Marusza, w gminie Sâncraiu de Mureș. W 2011 roku liczyła 2104 mieszkańców.